# 대니 가비던
다니엘 레온 "대니" 가비던(Daniel Leon "Danny" Gabbidon, 1979년 8월 8일 ~ )는 웨일스의 전 축구 선수이다. 웨스트브로미치 앨비언, 카디프 시티, 웨스트햄 유나이티드, 퀸스 파크 레인저스, 크리스털 팰리스를 거쳐 웨일스 3부 리그 팀인 팬테그에서 활약했다. 포지션은 수비수였다. 2014년 올레 군나르 솔셰르 감독이 성적 부진을 이유로 경질되자 카디프 시티 감독 대행을 맡기도 했다.

## 수상

#### 클럽
카디프 시티
- 풋볼 리그 2부 플레이오프 우승: 2002–03
- 풋볼 리그 1부 올해의 팀: 2003–04

웨스트햄 유나이티드
- FA컵 준우승: 2005–06

크리스털 팰리스
- 풋볼 리그 챔피언십 플레이오프 우승: 2012–13